# Kellen Winslow
Kellen Boswell Winslow (* 5. November 1957 in St. Louis, Missouri) ist ein ehemaliger US-amerikanischer American-Football-Spieler. Er spielte Tight End in der National Football League (NFL) bei den San Diego Chargers.

## Spielerlaufbahn

### Collegekarriere
Winslow spielte bereits an der High School in seiner Heimatstadt American Football. Dort fiel er einem Trainer der University of Missouri auf, der ihm zu einem Stipendium verhalf und ihn in der Footballmannschaft des Colleges einsetzte. Winslow war einer der ersten Tight Ends, die nicht nur Pässe über eine kurze Strecke fingen, sondern auch für das Fangen der tiefen Pässe eines Quarterbacks verantwortlich waren. In seinem ersten Jahr (1975) erhielt Winslow nur wenig Einsatzzeit und kam erst ab 1976 verstärkt zum Einsatz. 1978 zog er mit seiner Mannschaft in den Liberty Bowl ein, wo die Louisiana State University mit 20:15 besiegt wurde.

### Profilaufbahn
Der großgewachsene Winslow wurde 1979 in der NFL Draft von den durch Don Coryell trainierten San Diego Chargers in der ersten Runde an 13. Stelle verpflichtet. Nach sieben Spielen in seiner Rookie-Saison musste er mit einer Knieverletzung die restliche Spielrunde aussetzen. Ab seinem zweiten Spieljahr erhielt er vermehrt als Starter seiner Mannschaft Einsatzzeit und wurde von Quarterback Dan Fouts, einem späteren Mitglied der Pro Football Hall of Fame, immer wieder angespielt. 1980 und 1981 fing er 89 beziehungsweise 88 Pässe, was eine Jahresbestleistung für alle Passempfänger darstellte. Im Jahr 1980 konnte er mit seinen 89 Passfängen einen Raumgewinn von 1290 Yards erzielen. Dies war bis 2011 (gebrochen von Rob Gronkowski und Jimmy Graham) die NFL Jahresbestleistung für Tight Ends. 1981 konnte er in einem Spiel während der Regular Season fünf Touchdownpässe fangen und damit den bis dato aufgestellten Rekord einstellen.
In der Saison 1980 gelang den Chargers der Einzug in die Play-offs. Dort unterlag man aber im AFC Championship Game dem späteren Super Bowl Gewinner, den Oakland Raiders, mit 34:27. Winslow fing drei Pässe für einen Raumgewinn von 42 Yards. In der folgenden Saison gelang nochmals der Einzug in die Play-offs. Auch 1981 unterlag man im AFC Championship Game, diesmal konnten sich die Cincinnati Bengals mit 27:7 gegen die Chargers in einem der kältesten NFL-Spiele aller Zeiten, dem sogenannten Freezer Bowl, durchsetzen. Auch in diesem Spiel fing Winslow drei Pässe von Fouts und erzielte damit einen Raumgewinn von 47 Yards und einen Touchdown.
1984 erlitt er erneut eine Knieverletzung und konnte lediglich sieben Spiele ableisten. Durch die Verletzung verpasste er auch den Saisonstart 1985. 1986 konnte er nochmals 64 Pässe fangen. Eine dritte Knieverletzung im Jahr 1987 zwang ihn dazu seine Karriere vorzeitig zu beenden.

## Ehrungen
Winslow spielte fünfmal im Pro Bowl und wurde viermal zum All-Pro gewählt. Er ist Mitglied in der San Diego Chargers Hall of Fame, im NFL 75th Anniversary All-Time Team, im NFL 1980s All-Decade Team, in der College Football Hall of Fame (seit 2002) und seit 1995 in der Pro Football Hall of Fame. 1981 wurde er nach dem Pro Bowl zum Pro Bowl MVP gewählt. The Sporting News wählte ihn zu einem der besten 100 Footballspieler aller Zeiten.

## Abseits des Spielfelds
Winslow ist verheiratet. Sein Sohn Kellen Winslow II spielte ebenfalls in der NFL. Er war Tight End bei den Tampa Bay Buccaneers.